# Papa Honoriu al III-lea
Papa Honoriu al III-lea (nume laic: Cencio Savelli; n. 1148, Roma, Statele Papale – d. 18 martie 1227, Roma, Statele Papale) a fost  papă al Romei în perioada 1216 - 1227. Are mare importanță pentru istoria bisericii prin confirmarea regulilor dominicanilor, franciscanilor și ale carmeliților.

## Viață
S-a născut la Roma în jurul anului 1148. Nu este cert dacă se trage din familia Savelli. După o educație la Roma a ajuns canonicul din Santa Maria Maggiore. Din 1188, a deținut funcția unui camarlengo. Este autorul cărții "Liber censuum" din 1192, adică o colecție de texte, printre care și lista încasărilor bisericii catolice din impozite. În 1193, Cencio Savelli (Honoriu al III-lea) a devenit cardinal, fiind în perioada 1194 - 1198 conducătorul cancelariei papale.
Pe 18 iulie 1216 a fost numit papă. În această funcție a încercat să țină în vigoare supremația feudală asupra Angliei și să protejeze drepturile regelui minor Henric al III-lea. În 1217 i-a permis lui Christian de Prusia o cruciadă împotrivă prusacilor păgâni și i-a acordat procura să înființeze episcopate și să construiască catedrale.
În Franța trimisul lui l-a determinat pe regele Ludovic al VIII-lea să întreprindă o cruciadă împotrivă albigensilor (1226).
Relațiile sale cu regele sicilian ca și german Frederic al II-lea n-au fost printre cele mai bune întrucât Frederic a amânat  de mai multe ori cruciada orientală promisă  de el. Mai departe, s-a implicat personal în mai multe numiri de episcopi în cadrul Siciliei. Totuși,  Honoriu l-a încoronat împărat pe Frederic în data de 22 noiembrie 1220. Cruciada de la Damiette începută fără Frederic a eșuat în Delta Nilului (1221). La ordinul lui Honoriu a fost întocmită o colecție de decretale. Folosirea acesteia a devenit obligatorie sub el. În Tratatul de la St. Germano (1225) Honoriu l-a obligat pe împărat să înceapă o cruciadă cel târziu până-n august 1227. Honoriu n-a mai trăit eșecul efortului de a porni această cruciadă: s-a stins din viață pe 18 martie.
Succesorul lui a urmat să fie Grigore al IX-lea; în timpul pontificatului său tensiunile între împărat și papă aveau să atingă un nou apogeu.
Papa Honoriu al IV-lea (Giacomo Savelli), pontif roman din  perioada 1285 - 1287), era nepotul lui de gradul doi.

## Literatură
- Ex Honorii III registro.  În: Monumenta Germaniae Historica, Epistulae saeculi XIII e regestis pontificum Romanorum selectae.  Partea 1,. Ed. de Karl Rodenberg. Berlin 1883, p. 1 - 260 (digit.)